# Zygmunt Saloni
Zygmunt Adam Saloni (ur. 17 października 1938 w Warszawie) – polski językoznawca, profesor nauk humanistycznych.

## Życiorys
Syn historyków literatury polskiej Janiny Kulczyckiej-Saloni i Juliusza Saloniego. 
Absolwent polonistyki (1960) i matematyki (1971) na Uniwersytecie Warszawskim (UW). Od 1960 pracował w szkole w Warszawie (interesował się m.in. pisownią), potem na UW (w Warszawie i w filii w Białymstoku, przekształconej następnie w Uniwersytet w Białymstoku), następnie na Wydziale Humanistycznym Uniwersytetu Warmińsko-Mazurskiego w Olsztynie, w latach 2009-2017 ponownie na UW (w Instytucie Lingwistyki Stosowanej).
Przyczynił się do rozwoju narzędzi i zasobów do komputerowego przetwarzania języka polskiego, zwłaszcza fleksji: dzięki niemu powstał Schematyczny indeks a tergo polskich form wyrazowych, rozpoczęty przez Jana Tokarskiego. Ostatnia praca zespołowa w tym zakresie to Słownik gramatyczny języka polskiego. Przyczynił się także do dokończenia Słownika frekwencyjnego polszczyzny współczesnej. Edytor Zebranych utworów poetyckich satyryka Janusza Szpotańskiego(1990, wydanie internetowe w 2010).
Pełna bibliografia jego prac do 2001 (259 pozycji) zawarta jest w książce Nie bez znaczenia... prace ofiarowane Profesorowi Zygmuntowi Saloniemu z okazji jubileuszu 15000 dni pracy naukowej (Białystok 2001).

## Życie prywatne
Ojciec czworga dzieci; jego córką jest architekt Maria Saloni-Sadowska.